# Krigsåret 1943

## Pågående krig
- Andra sino-japanska kriget (1937-1945)
  - Japan på ena sidan
  - Kina på andra sidan

- Andra världskriget (1939-1945)[1]
  - Tyskland, Italien och Japan på ena sidan
  - Storbritannien och Frankrike, Sovjetunionen och USA (från december) på andra sidan

## Händelser
- 31 januari - De tyska styrkorna i slaget vid Stalingrad ger upp.
- 28 februari - Norska motståndsrörelsen genomför tungtvannsaksjonen.
- 15 mars - Tyskland vinner motoffensiven vid Charkiv.
- 16 maj - Jürgen Stroop kväser gettoupproret i Warszawa; judarna förs till Treblinka.
- 17 maj - RAF förstör Ederdammen med Operation Chastise.
- 5 juni - Slaget vid Kursk inleds (Operation Citadel).
- 17 augusti - De allierade har erövrat Sicilien och avslutar Operation Husky.
- 23 augusti - Röda Armén vinner slaget vid Kursk.
- 6 oktober - Himmler talar om förintelsen på Posenkonferensen.
- 3 november - Tyskland avslutar Operation Reinhard med Aktion Erntefest; 18 000 judar dödas i Majdanek.
- 23 november - USA vinner slaget om Tarawa; del i Guadalcanalkampanjen.

### Fotnoter
1. ↑  ”World Statesmen”. http://www.worldstatesmen.org/WARS.html. Läst 28 juni 2011.